# Mesanthura protei
Mesanthura protei là một loài chân đều trong họ Anthuridae. Loài này được Kensley miêu tả khoa học năm 1980.